# Gele maskerbloem
De gele maskerbloem (Mimulus guttatus) is een plant uit de familie Phrymaceae. De plant komt van oorsprong uit de Rocky Mountains. In 1814 werd de soort geïntroduceerd in Schotland als sierplant. De soort verwilderde al snel en verspreidde zich over een gedeelte van Europa. Ook in de Benelux komt de plant sporadisch voor aan sloten en rivieroevers.
De 3-4 cm lange, gele bloemen staan solitair in de bladoksels. Ze zijn tweelippig. De bovenlip staat opgericht en heeft twee lobben. De onderste lip heeft drie lobben, waarvan de middelste vaak roodgevlekt is. De onregelmatig getande bladeren zijn eirond tot langwerpig. De plant wordt 10-90 cm hoog en bloeit van juni tot september.

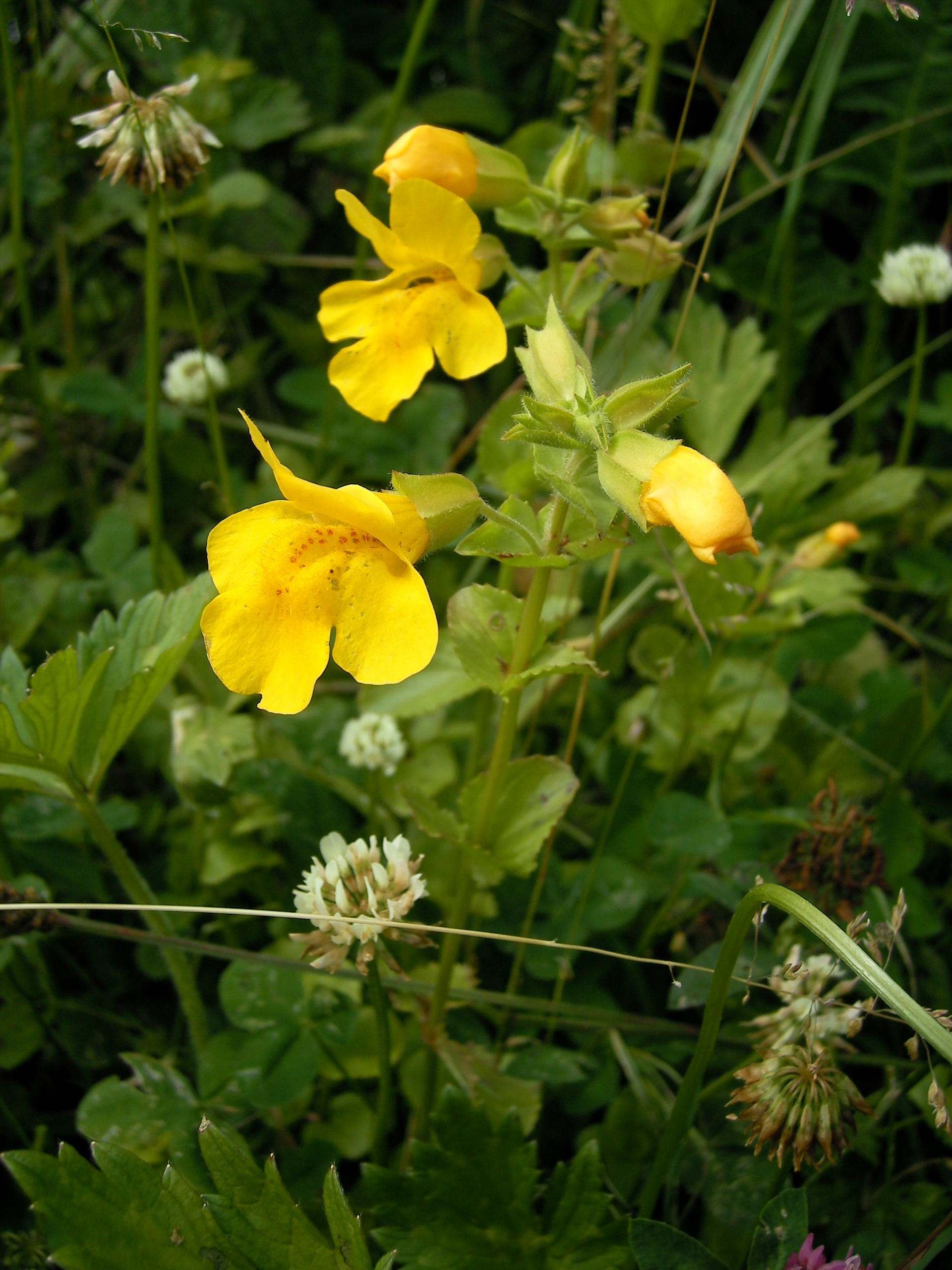
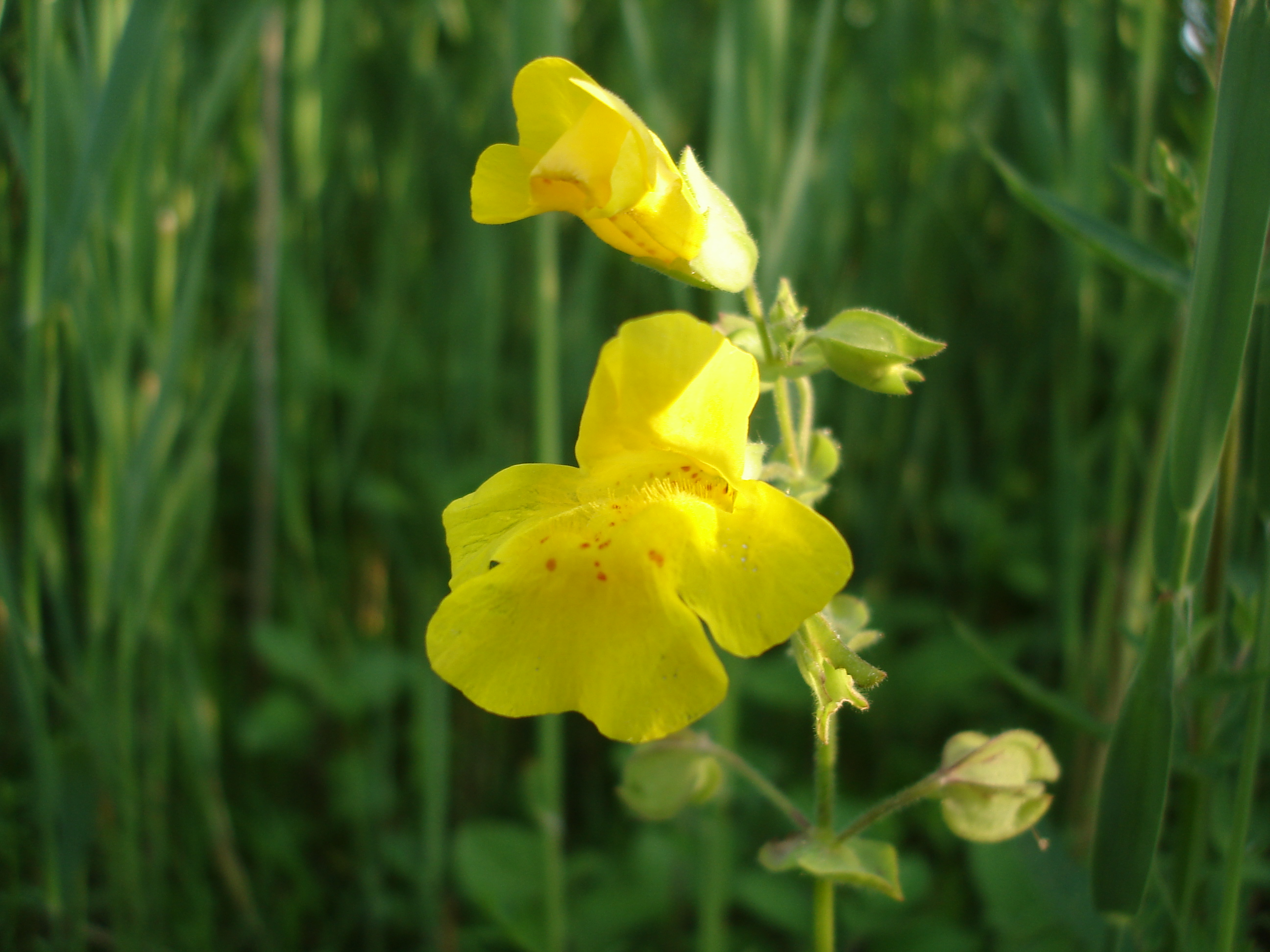
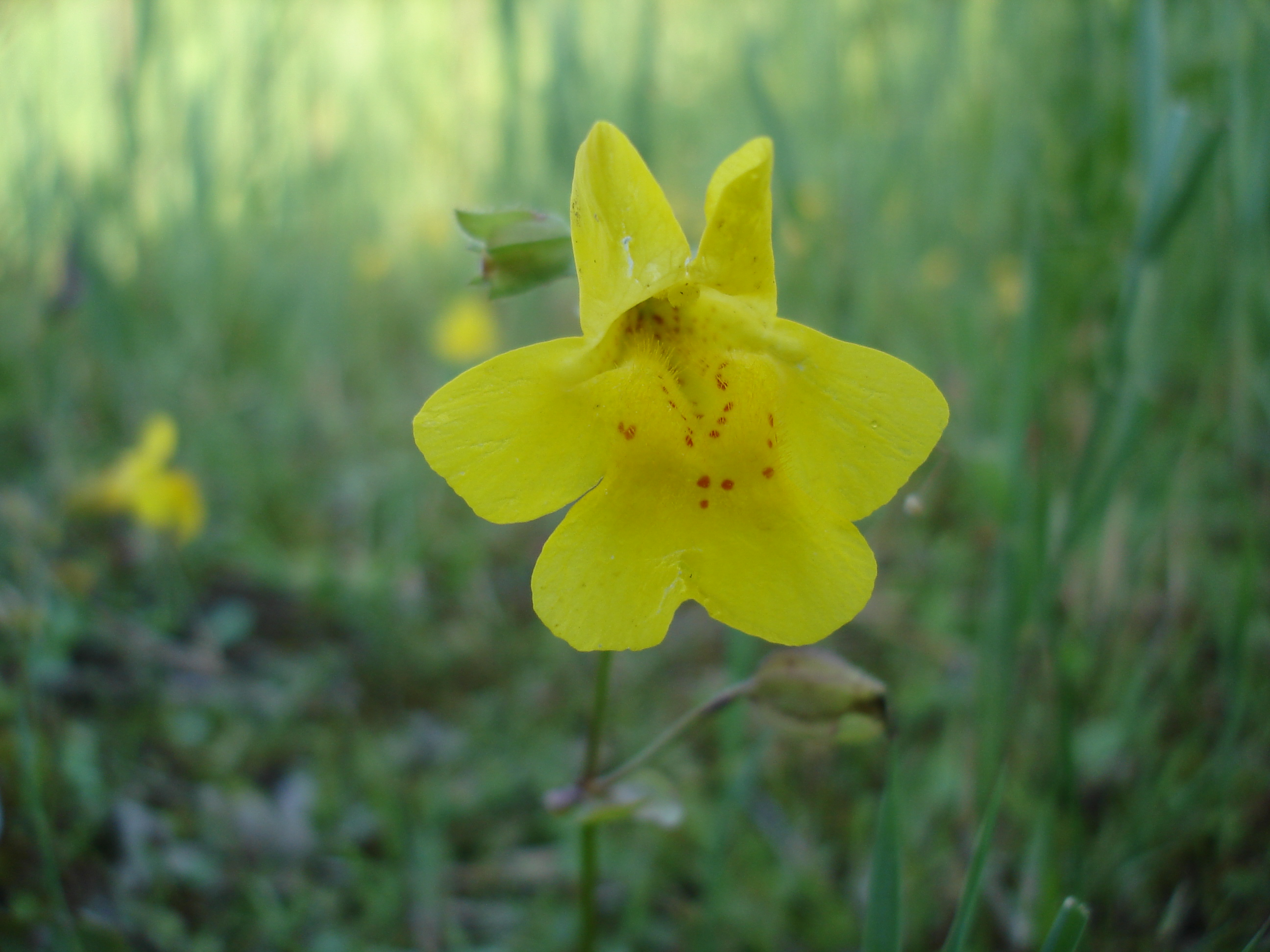
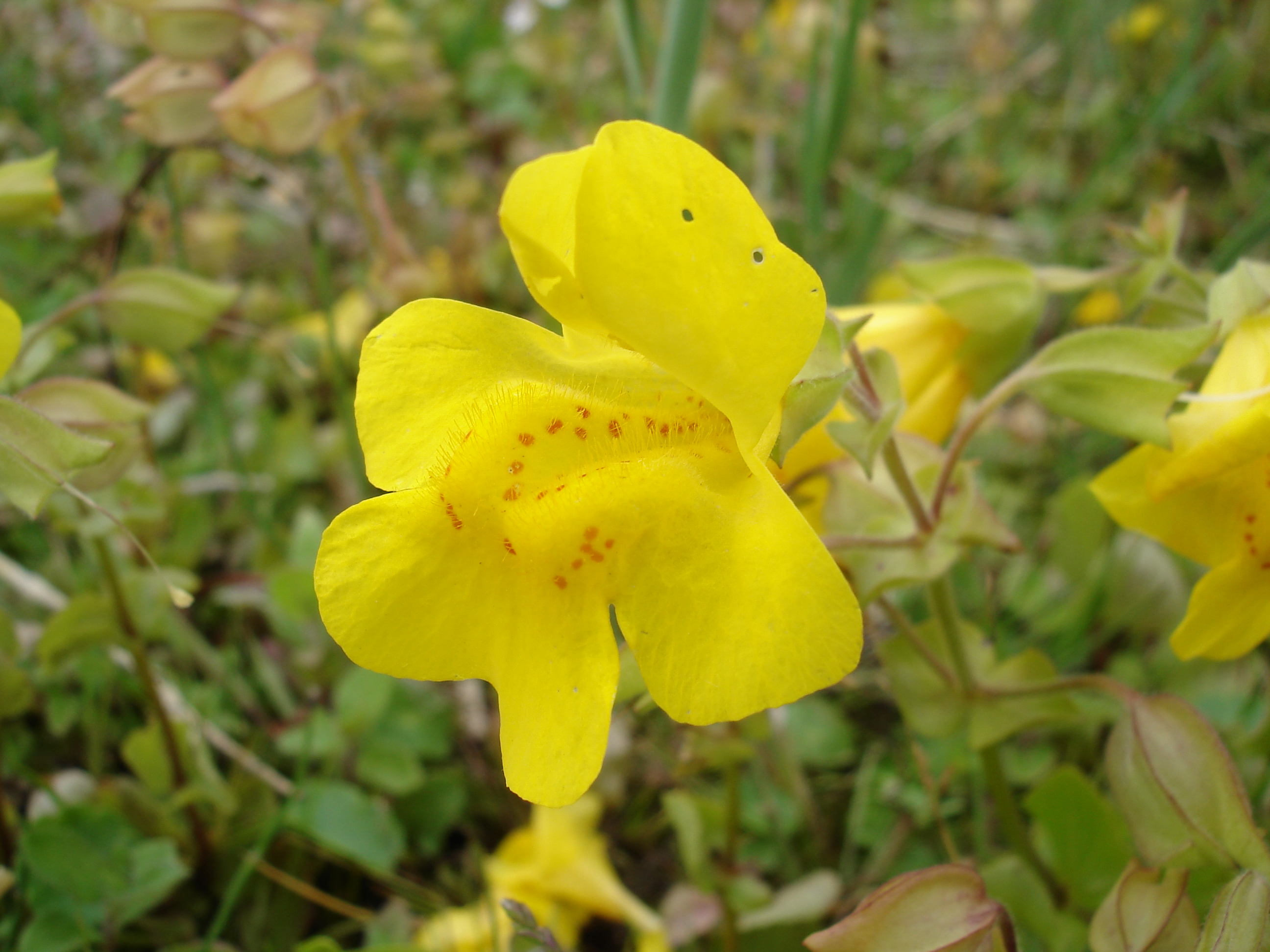
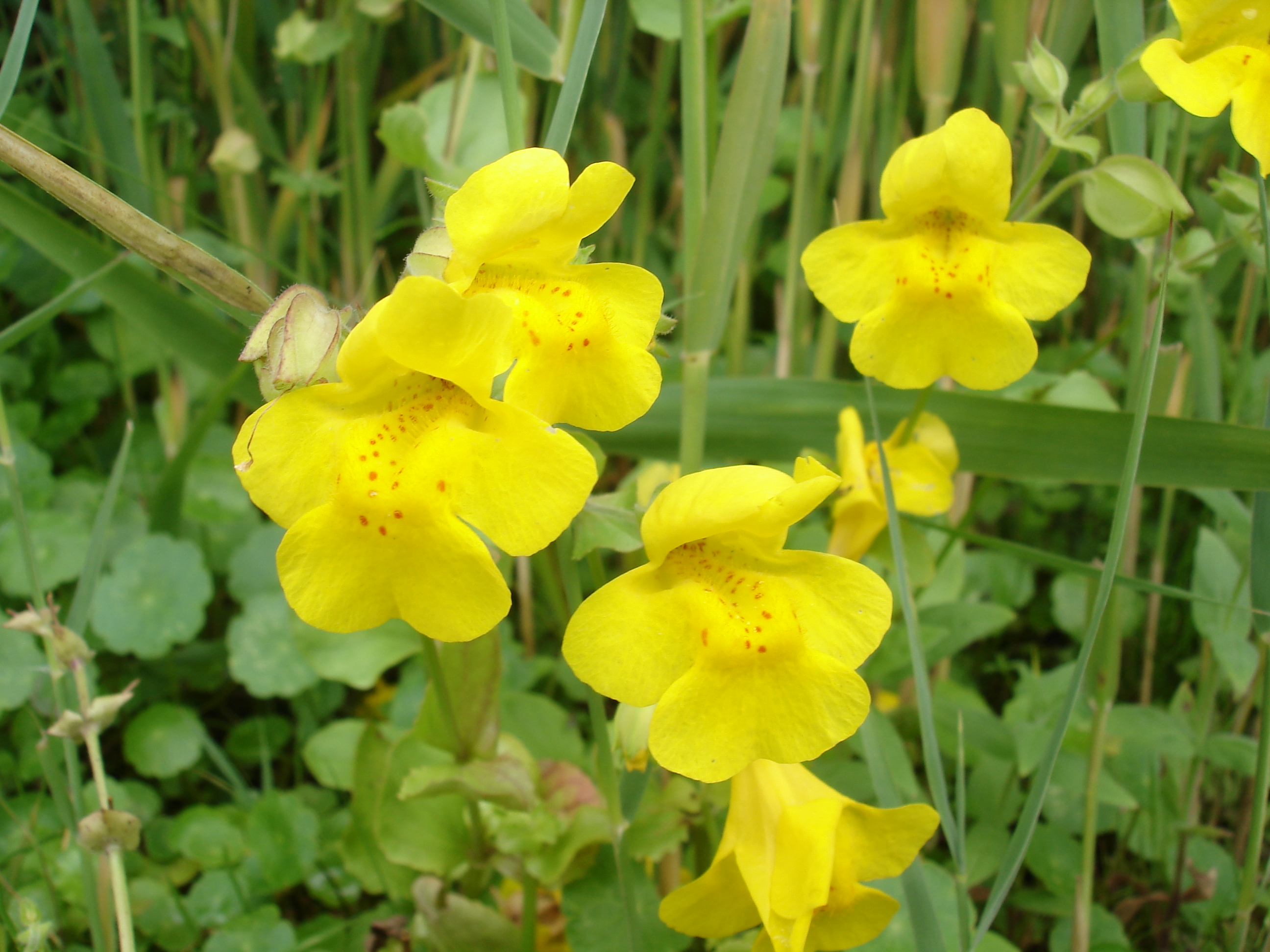
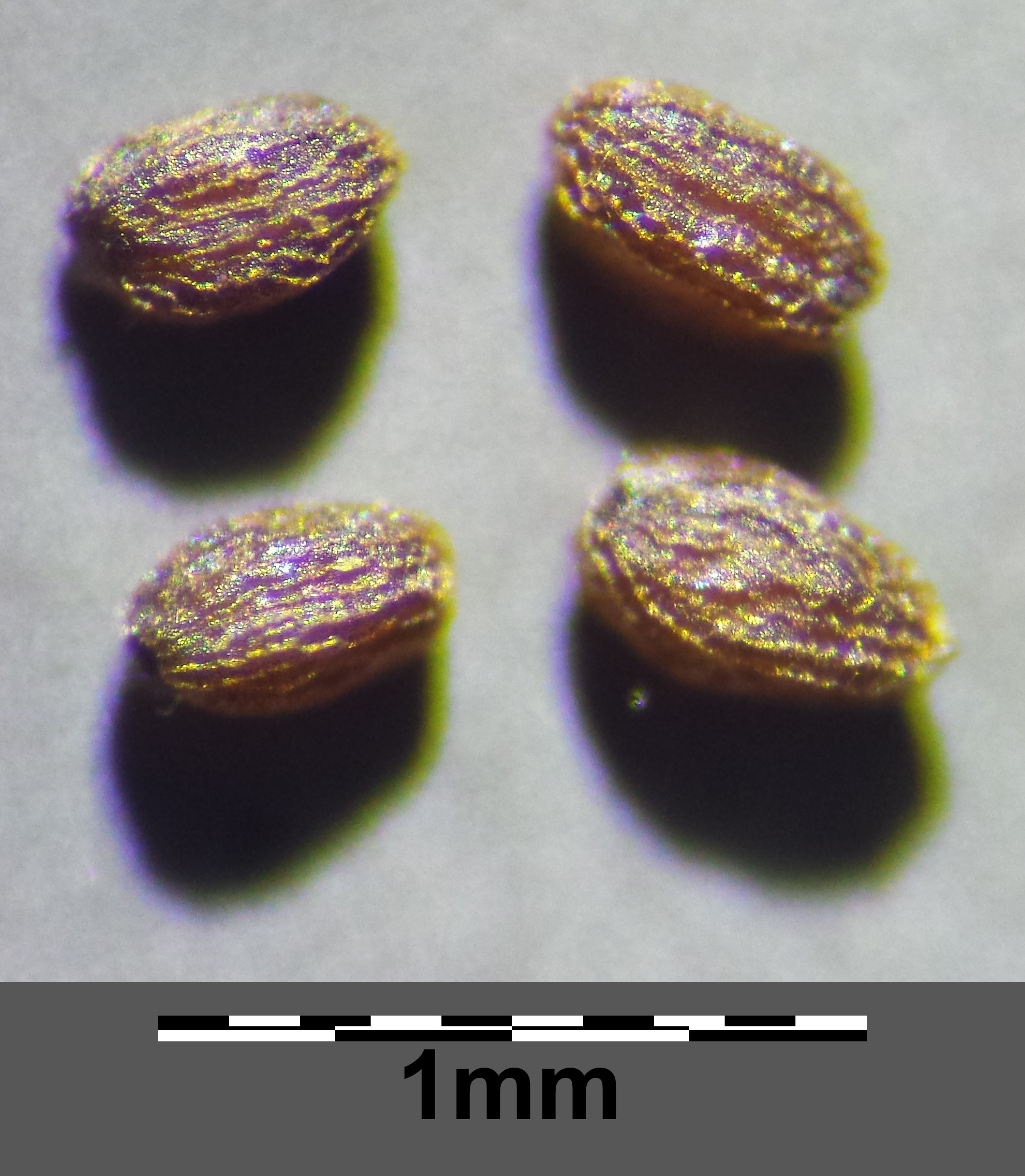
Zaden